# Shape Shifter (album)
Pour les articles homonymes, voir Shapeshifter.
Shape Shifter est le 22e album studio du groupe rock latino Santana, sorti le 14 mai 2012.
C'est le premier à sortir sur le nouveau label Starfaith Records, distribué par Sony Music Entertainment, détenteur de la majorité des albums de Santana, exception faite de ceux sortis sur le label Polydor qui sont distribués par Universal Music Group. C'est aussi le premier, depuis Milagro, sorti en 1992, à ne pas avoir de chanteurs invités pour chacune des pièces de l'album, un style qui caractérise les disques de Santana depuis l'album Supernatural. Il ne contient en fait qu'une seule chanson, Eres la luz, chantée par Andy Vargas et Tony Lindsay, ce qui en fait un disque presque entièrement instrumental. La pièce Mr Szabo est un hommage au guitariste hongrois Gábor Szabó, qui a publié 8 albums pour Impulse Records en 1966-1967 et qui est une idole de Carlos Santana. Cette pièce renferme une structure harmonique et rythmique similaire à Gypsy Queen, un succès de Szabó que Santana lui-même a interprété en 1966, doublé avec Black Magic Woman, chanson écrite par Peter Green de Fleetwood Mac.

## Contenu
Toutes les pièces de Carlos Santana, sauf indication contraire.
1. Shape Shifter : 6:16
2. Dom (Hamidou Touré, Ousmane Touré, Ismaila Touré, Tidiane Sixu Touré): 3:51
3. Nomad : 4:49
4. Metatron : 2:39
5. Angelica Faith (Carlos Santana, Chester Thompson) : 5:03
6. Never the Same Again (Carlos Santana, Eric Bazilian) : 5:01
7. In the Light of a New Day (Carlos Santana, Narada Michael Walden) : 5:06
8. Spark of the Divine : 1:03
9. Macumba in Budapest (Carlos Santana, Walter Afanasieff) : 4:01
10. Mr. Szabo : 6:20
11. Eres la luz (Carlos Santana, Walter Afanasieff, Andy Vargas, Karl Perazzo) : 4:51
12. Canela (Carlos Santana, Salvador Santana) : 5:22
13. Ah, Sweet Dancer (Micheal O'Suilleabhain) : 3:08

## Personnel
- Carlos Santana : guitares
- Andy Vargas et Tony Lindsay : chant sur Eres la luz
- Chester D. Thompson : claviers
- Salvador Santana : claviers
- Benny Rietveld : basse
- Raul Rekow : congas
- Karl Perazzo : percussions
- Dennis Chambers : batterie

## Production
Carlos Santana, Eric Bazilian, Walter Afanasieff